# Крисанов, Дмитрий Владимирович
Дмитрий Владимирович Крисанов (укр. Дмитро Володимирович Крісанов; 10 августа 1977, Запорожье, СССР) — украинский футболист, полузащитник.

## Биография
Начинал играть в СДЮСШОР «Металлург» из города Запорожье. Профессиональную карьеру начал с клуба «Далис», позже играл за мелитопольское «Торпедо» и Запорожье. В 1999 перешёл в одесский «Черноморец», в котором провёл 30 матчей. В 2002 году подписал контракт с ахтырским «Нефтяником». Позже играл за команду Первой лиги «Оболонь» и за клуб из второй лиги «Полтава». Последним клубом был крымский «ИгроСервис».